# 出刃庖丁

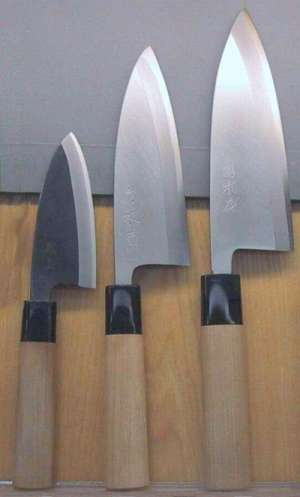
出刃包丁

出刃庖丁（日语：／ Debabouchyou）是和庖丁的一種，也被簡稱出刃。主要是用來剖魚的菜刀，但在現代也拿來切肉類。刀身長度短至10公分、長至50公分都有，一般大多是選用15到20公分刀身長度。

## 歷史
關於出刃庖丁，已確認最早的記載出自江戶時代的《堺鑑》一書裡，介紹了「料理魚肉的菜刀」的篇幅。在那時以作為堺地區的名品廣為人知，不過詳細的生產時間和普及過程仍然不明。
在《堺鑑》中記述：「那裡的鍛冶師傅，有齙牙（出っ歯）的外貌，因此人們將此菜刀稱為『出齒包丁』」。至於後來在普及的過程是如何演變為「出刃」，則已經不可考了。
《本朝世事談綺》裡也有關於「出齒包丁」的類似敘述。

## 外型
這種菜刀在設計上是先切下魚頭、再片魚身為三枚切的切法。此外也用做切魚骨的關係，比其他類型的菜刀來得重。
刀身的形狀，刀刃幅度寬廣且厚、通常頂端的角度較鈍。大型的也是有很多種，依使用者方便選用。比較小又薄的類型亦被稱做「鰺切包丁」。
一般都是單刃，有些地方是做成雙刃，或是刀刃幅度較小。